# Корсунська битва
Ко́рсунська би́тва (25–26 травня 1648 року) це одна із найяскравіших звитяг та перемог козацько–татарського війська, яка відбулася під час національно–визвольної війни 1648–1657 років. Близько 15,000 тисячна українська піхота під командуванням гетьмана Богдана Хмельницького спільно із 3,000 тисячної кримськотатарської кіннотою на чолі із Тугай-Беєм розгромили під містом Корсунем Київського воєводства Речі Посполитої урядову армію під командуванням гетьманів Миколая Потоцького та Мартина Калиновського, які обидва потрапили до козацько–татарського полону. Військо Речі Посполитої потрапило в ретельно підготовлену пастку і за чотири години було повністю розгромлене Запорозькими Козаками та Кримськими Татарами. Більшість польських жовнірів загинули в бою, а решта разом із командирами польського війська потрапили у полон до козацько–татарського війська. Зі усієї 20,000–21,000 тисячної польської армії змогло врятуватися та залишитися в живих лише 1,500 польських жовнірів.

Після Корсунської битви проти Запорозьких Козаків та Кримських Татар Річ Посполита була якщо й не повністю розгромлена, то суттєво знесилена. Національно–визвольний рух охопив всю Україну. Поляки запропонували гетьману Богдану Хмельницькому переговори, але вони ні до чого не призвели, бо кожен залишався при своїх поглядах. Успішне повстання Хмельницького продовжувалося й надалі.

## Передумови
Навесні 1648 року, перед спалахом повстання під проводом Богдана Хмельницького проти місцевої шляхти і королев'ят, козаки вели переговори з послами коронного гетьмана Миколая Потоцького, ставили вимоги вивести урядові війська, збільшити кількість реєстрового козацтва, прирівняти його у правах до шляхти, дозволити Війську Запорозькому вільно укладати договори з зарубіжними володарями, розпочати війну проти Османської імперії. Офіційні представники Речі Посполитої відхилили неприйнятні вимоги, відправили армію придушити бунтівне козацтво на Січі. Недооцінивши сили повстанців, шляхетське військо зазнало першої нищівної поразки у битві під Жовтими Водами.
По отриманню звістки про поразку війська Стефана Потоцького (і його смерть через кілька днів від гангрени) у битві під Жовтими Водами головні сили Речі Посполитої під проводом гетьмана великого коронного Миколая Потоцького, гетьмана польного Марціна Калиновського відступили з-під Чигирина до Корсуня. Туди рушила повстанська армія — піхота Богдана Хмельницького з кримською кіннотою Тугай-Бея: мета — запобігання злиттю відступаючих урядових військ з силами Яреми Вишневецького.
На всьому шляху просування козацько-кримської армії до неї вливалися українські селяни, міщани. 13 (23) травня вона форсувала р. Тясмин. Хмельницький також послав загони, які знищили човни та пороми на переправах через Дніпро, аби не допустити об'єднання Миколая Потоцького і Яреми Вишневецького.
Військо Речі Посполитої 12 (22) травня зупинилося табором на захід від Корсуня, під фільварками на лівому березі Росі. Дізнавшись про підхід армії Б.Хмельницького, Миколай Потоцький віддав Корсунь на грабунок солдатам, водночас наказав копати шанці з трьох боків табору. З четвертого боку його захищав старий вал, який лише трохи поправили. Військо Миколая Потоцького складалося з 15,000 піхоти, 5000–6,000 кінноти та до 50 гармат.

## Хід битви
14 (24) травня 1648 року Хмельницький вислав наперед полк Кривоноса, частину кримських татар із наказом затримати противника до підходу основних сил козацько-татарського війська. Увечері цей полк розпочав дії за Россю у тилу Потоцького. Під Стеблевом, за милю на захід від Корсуня, козаки Кривоноса загатили річку Рось, щоб полегшити доступ до табору Речі Посполитої.
На світанку 15 (25) травня у район Корсуня підійшла основна козацько-кримська армія і переправилась через Рось, скупчившись у Корсуні. Військо Богдана Хмельницького мало понад 15,000 козацької піхоти та до 26 гармат. З ним були також не менше 3 тисячі кримськотатарської кінноти.
Довідавшись про підхід Хмельницького, Миколай Потоцький наказав запалити Фільварки. Вогонь швидко перекинувся на Корсунь, випаливши ціле місто, за винятком замку та церкви. Увесь день пройшов у розвідувальних операціях, перестрілках невеликих загонів.
Пізно ввечері 15 травня у наметі Миколая Потоцького відбулася військова рада. Серед командування військ Речі Посполитої одностайності не було. Польний гетьман Марцін Калиновський, інші досвідчені воїни радили зміцнити табір і відбиватися; більшість на чолі з Миколаєм Потоцьким, налякані перебільшеними чутками про чисельність кримської кінноти, наполягали на відступі. Зважаючи на перевагу козаків і кримських татар у живій силі, відсутність допомоги та провізії, було вирішено на світанку наступного дня відступити на Богуслав під захистом табору з возів.
Про наміри ворога Б.Хмельницький дізнався від козака-розвідника Самійла Зарудного, який за його дорученням виконував роль провідника урядових військ. Аби перерізати їм шляхи відступу, був відряджений Корсунський полк на чолі з Кривоносом, який вранці 16 (26) травня зупинився у березовому гаю, в урочищі Горохова Діброва (поблизу с. Виграєва за 8–10 верст від Корсуня) із піхотою й 10 гарматами. Козаки перекопали шлях глибокими ровами, завалили стовбурами дерев, а у хащі поставили гармати.

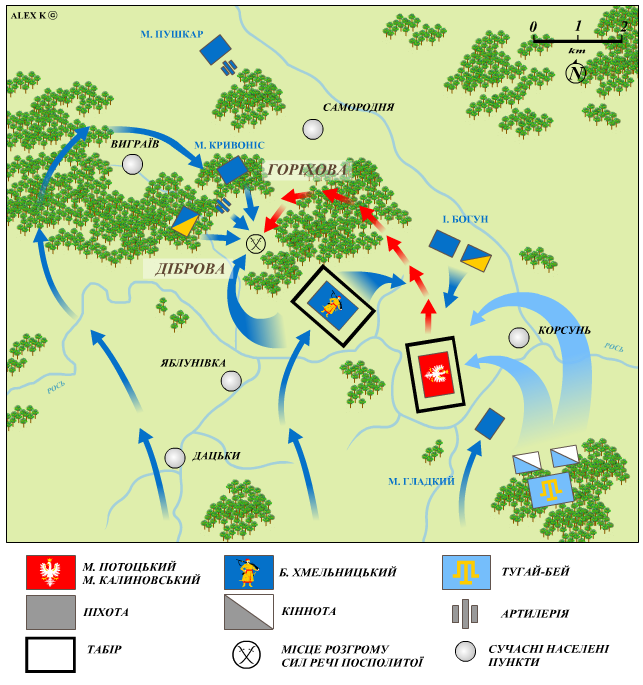
План-схема Корсунської битви

На світанку 16 (26) травня, під захистом табору з возів, військо Речі Посполитої рушило з-під Корсуня по Богуславському шляху. Козаки і кримські татари пропустили його, однак супроводжуючи, тиснули з флангів і тилу. Кілька разів зчинялася перестрілка. Опівдні урядові війська, зазнавши відчутних втрат, увійшли у балку, густо зарослу лісом і чагарником. Там командири урядових військ сподівалися зменшити перевагу кримської кавалерії і уберегти себе від стріл та куль.
Долаючи перешкоди та яруги під постійним обстрілом козаків і кримських татар, сили Речі Посполитої наблизились до пагорбів, між якими проходила широка (близько 3,5 км) і глибока балка. Затиснуте ліворуч болотом, а праворуч кручами, шляхетське військо наткнулося на перекоп та завали на шляху і змушене було зупинитися. Схил балки був таким урвистим, що, під час спроб обійти перешкоду, вози переверталися. Табір утратив порядок. Розгорнути до бою артилерію не вдавалося, бо вози застрягли в багні. Тіснота не дозволила стати до бою кавалерійським хоругвам тилової частини.
У цю мить, козаки Кривоноса, які засіли в заздалегідь викопаних шанцях, вдарили спереду і з флангів. Раптовий вогонь гармат і самопалів спричинив паніку у ворожому війську. З тилу противника атакували козаки самого Хмельницького і воїни Тугай-бея. За чотири години армія Речі Посполитої була розгромлена.
Битва завершилась близько другої-третьої години дня. Переважна більшість солдат противника загинула. До полону потрапили 80 великих вельмож, разом із гетьманами Потоцьким і Калиновським, 127 офіцерів, 7,000–8,647 польських жовнірів. Козаки захопили обоз, 41 гармату, багато вогнепальної і холодної зброї, військові припаси. Татарська кіннота переслідувала втікачів понад 30 км. З усього війська від полону й загибелі врятувалося тільки 1,5 тисячі чоловік.
Незабаром Б. Хмельницький з усім військом, рухаючись понад Россю, підійшов до Білої Церкви. Відсвяткувавши перемогу і укріпивши місто, він відпустив полки на відпочинок, а сам переїхав до Чигирина.

## Наслідки
Внаслідок перемог під Жовтими Водами і Корсунем була знищена урядова армія Речі Посполитої на землях «українних». За 6 днів до Корсунської битви помер король Владислав IV, патрон козаків і натхненник опору шляхті, яка заважала здійсненню його планів по війні з Османською імперією. Держава раптом втратила монарха і контроль над Україною. Створилися умови для зростання козацького повстання.
У землях українських королев'ят почали спалахувати селянські бунти, учасники яких приєднувалися до повсталих загонів Хмельницького. Через побоювання козацько-кримської армії члени міських адміністрацій Київського, і Брацлавського воєводств евакуювалися у Литву. Безвладдя розв'язало руки невдоволеним селянам, міщанам і міським козакам, які заходилися нападати на маєтки знаті і садиби заможних городян, вирізуючи шляхту, духовенство і єврейське населення. До прибуття Хмельницького у Київ розгніваний простолюд грабував і палив не лише католицькі, а й православні монастирі. Шляхтичів вирізали, незважаючи на віру і походження. Рятувалися лише ті, які були схоплені безпосередньо козаками Хмельницького і переходили на бік повсталих.

## У літературі
- «Корсунь». Історичне оповідання. (Островський Олелько)
- «Лицарі Дикого Поля». Роман. Автор Ярослава Дегтяренко.
- Під Корсунем